# Strömstad gymnasium
Strömstad gymnasium är en gymnasieskola, belägen i Strömstad, Strömstads kommun, Bohuslän, Västra Götalands län. Gymnasieskolan har runt 400 elever och sju nationella program med elva nationella inriktningar.
Skolan har olika idrottsprofiler. Utöver en roddprofil med riksintag finns det profiler för fotboll, ishockey och handboll.
Skolbyggnaden byggdes 1994 och innehåller Gymnasiet och Strömstads Kommuns komvux.

## Program
- Bygg- och anläggningsprogrammet
- El- och energiprogrammet
- Handel- och administrationsprogrammet
- Ekonomiprogrammet
- Naturvetenskapsprogrammet
- Samhällsvetenskapsprogrammet
- Teknikprogrammet
- Lärlingsprogrammet
- Individuella programmet
- Språkintroduktionsprogrammet